# Hipokrat
Hipókrat s Kósa (grško Ιπποκράτης: Ippokrátes), grški antični zdravnik, * okoli 460 pr. n. št., egejski otok Kos, Grčija, † okoli 380 pr. n. št., Larisa, Tesalija, Grčija.
Hipokrat slovi kot ena najizjemnejših osebnosti v medicini vseh časov. Ima celo vzdevek oče znanstvene medicine. Pripadal je šoli asklepijadov z otoka Kosa. Dela, katera mu pripisujemo, so ovrgla praznoverje in čarovnije preproste »medicine« in tej vedi položila temelje med drugimi znanostmi. Zbral je in kritično ocenil izkušnje staroegipčanskih in predhodnih antičnih grških zdravnikov. Ohranilo se je okrog 60 medicinskih del, ki mu jih pripisujejo, vendar ni verjetno, da je avtor vseh sam, nedvomno pa je na njihov nastanek močno vplival. Imenujemo jih Corpus Hippocraticum. Najvažnejša so: Aforizmi, O zraku, vodi in tleh, O epidemijah, Prognostika in druga.

## Hipokratova medicina
Hipokratova medicina je temeljila na predpostavkah, da je zdravje odvisno od skladnosti človekovega telesa, od pravilne porazdelitve in uravnoteženosti prvin, ki ga sestavljajo. Te prvine so zemlja, zrak, voda in ogenj, vsaka pa ima svojo značilnost - suhoto, mraz, vlažnost in vročino - in svoj »telesni sok«. 
Vsak človeški organizem je bil torej po Hipokratovem mnenju sestavljen iz štirih telesnih sokov: krvi, sluzi, žolča in črnega žolča. Glede na prevlado enega od njih v človeškem telesu je nastal prvi psihološki nauk o značajih: pri koleriku prevladuje žolč, pri melanholiku črni žolč, pri sangviniku kri, pri flegmatiku pa sluz. Če so sokovi v pravem razmerju (evkrazija), je posameznik zdrav, v nasprotnem primeru (diskrazija) pa ne. Hipokrat je opisal tudi znake nekaterih bolezni, denimo epilepsije in malarije.  Pomembno je prispeval tudi k razvoju kirurgije, čeprav ni sistematično eksperimentiral v fiziologiji, patologiji in anatomiji.

## Današnji čas
Danes je najbolj znan po Hipokratovi prisegi, imenovani po njem. Opraviti jo mora vsakdo, ki postane zdravnik. S tem se zaveže k moralnim in etičnim načelom zdravniškega poklica. Pripisujejo mu tudi načelo Primum non nocere (Najprej, ne škodi!) in geslo Ars longa, vita brevis (Umetnost traja dolgo, življenje je kratko) (v latinščini).